# Masaaki Yanagishita
Masaaki Yanagishita (柳下 正明, Yanagishita Masaaki, Shizuoka, 1 januari 1960) is een Japans voormalig voetballer die als verdediger speelde.

## Clubcarrière
In 1978 ging Yanagishita naar de Tokyo University of Agriculture, waar hij in het schoolteam voetbalde. Nadat hij in 1982 afstudeerde, ging Yanagishita spelen voor Yamaha Motors. In 10 jaar speelde hij er 135 competitiewedstrijden. Met deze club werd hij in 1987/88 kampioen van Japan. Yanagishita beëindigde zijn spelersloopbaan in 1992.

## Interlandcarrière
Yanagishita speelde met het nationale elftal voor spelers onder de 20 jaar op het WK –20 van 1979 in Japan.

## Trainerscarrière
Vanaf 2003 tot op heden is hij coach geweest bij Júbilo Iwata, Consadole Sapporo, Albirex Niigata en Zweigen Kanazawa.